# کویینو کابررا
کویینو کابررا (انگلیسی: Quino Cabrera؛ زادهٔ ۵ مارس ۱۹۷۱) بازیکن فوتبال اهل اسپانیا است.
از باشگاه‌هایی که در آن بازی کرده‌است می‌توان به باشگاه فوتبال رکریتیوو اوئلوا، باشگاه فوتبال مالاگا، و باشگاه فوتبال کادیس اشاره کرد.